# Cadrema atriseta
Cadrema atriseta är en tvåvingeart som först beskrevs av Malloch 1924.  Cadrema atriseta ingår i släktet Cadrema och familjen fritflugor. Inga underarter finns listade i Catalogue of Life.